# Железнодорожный транспорт в Марокко

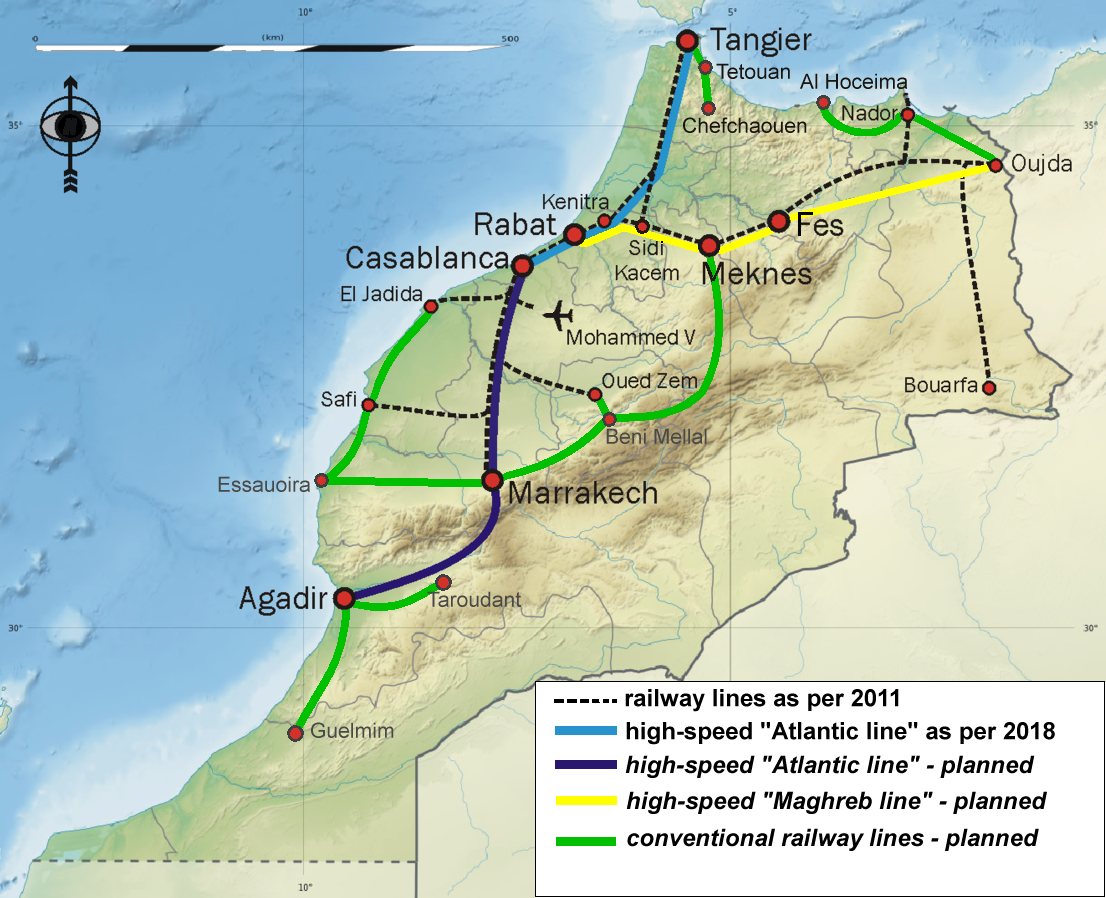

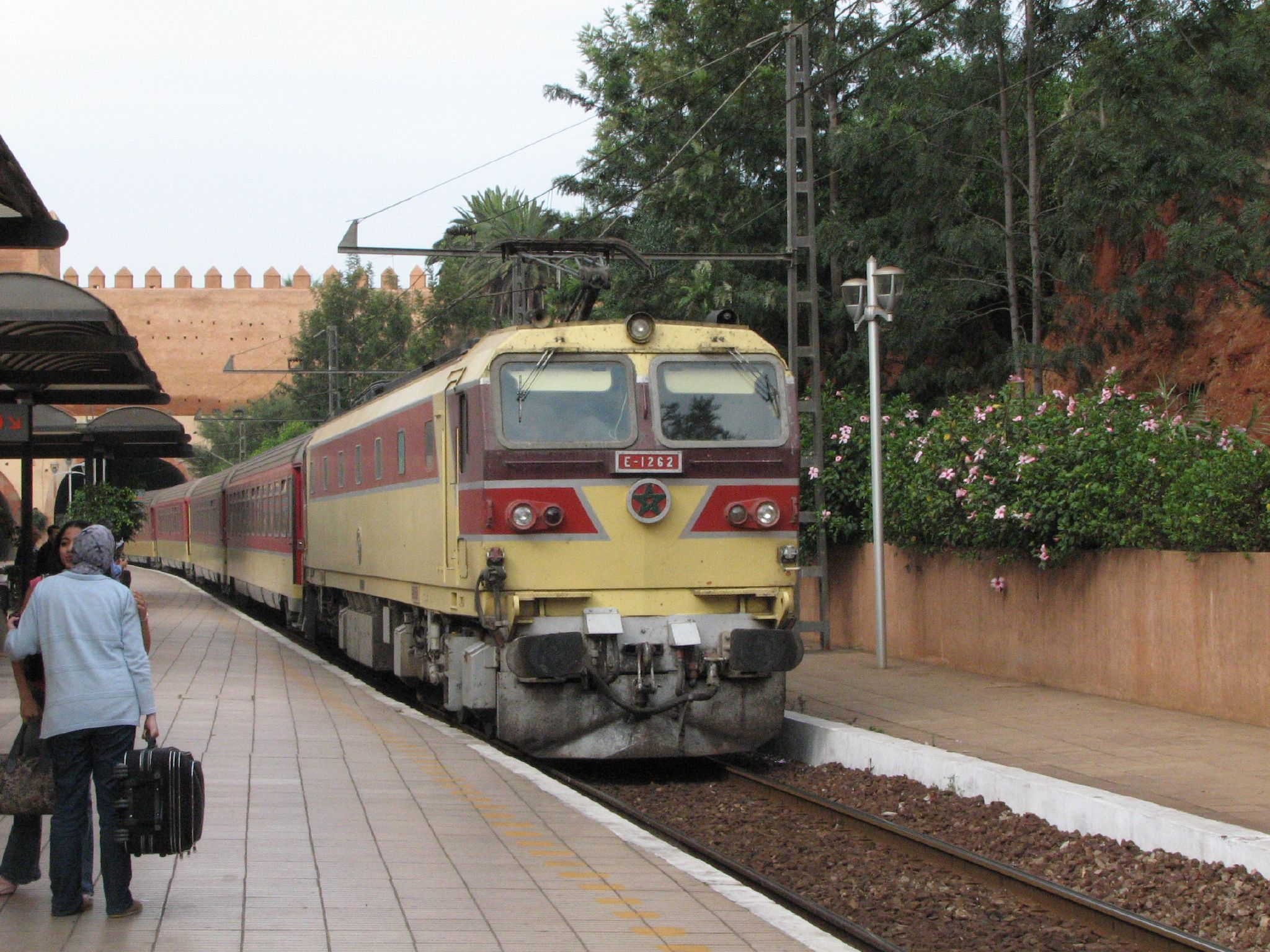
Поезд ONCF прибывает на станцию Рабат

Железнодорожный транспорт — один из основных видов транспорта в Марокко.

## Общие сведения
Первая железнодорожная линия в Марокко была построена в 1911 году.
Национальным оператором железнодорожного транспорта является fr:ONCF (фр. Office National des Chemins de Fer du Maroc; существует с 1963 года).
Из общей протяжённости железнодорожных линий 2067 км к 2014 году 1022 км были электрифицированы, 3 кВ постоянного тока, (в 1973 году протяжённость путей — 1780 км, из них 730 км электрифицированы, в 1993 году протяжённость путей — 1893 км, из них 709 км электрифицированы). 
Ширина колеи — 1435 мм. 
В железнодорожном пути в некоторых местах используются металлические шпалы, масса одного погонного метра рельса в пути 46 кг.
Главная железнодорожная магистраль страны Касабланка — Рабат — Фес.
Объём пассажирских перевозок 40 млн чел. в год (2014 год). 
Грузооборот 39 млн т (на 2014 год), oсновные перевозимые дорогой грузы: фосфориты, уголь, сельскохозяйственные продукты (зерно ...), автомобили и контейнеры .
Из-за возросшей конкуренции автомобильных дорог, тарифы на пассажирские ж.д. перевозки приходится держать на очень низком уровне.
Железная дорога связана с железными дорогами Алжира, однако в связи с тем что граница между государствами закрыта, никакого трансграничного движения нет.

## Подвижной состав

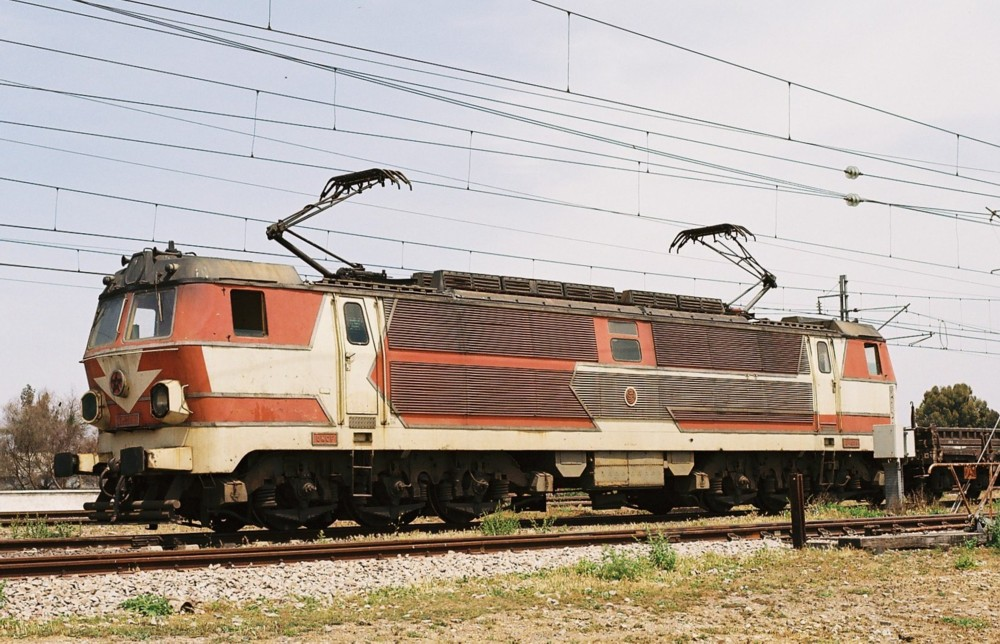
Электровоз E1000

В локомотивном парке тепловозы и электровозы: 
используются электровозы E1000 производства Pafawag, тепловозы DH 350 производства General Motors, СС 72000 производства Alstom...
Ранее в Марокко использовались паровозы. Поставлялись из Польши с паровозостроительного завода Fablok в городе Хшанув, откуда доставлялись морским путём.

## Высокоскоростные линии железной дороги
15 ноября 2018 году высокоскоростная пассажирская магистраль протяжённостью 186 км соединила Танжер и Кенитру (эксплуатационная скорость 320 км/ч) и запущены скоростные поезда по маршруту Касабланка — Рабат — Кенитра — Танжер. Существующая линия от Кенитры до Рабата и Касабланки длиной 137 км реконструирована для движения со скоростью 160 км/ч, на ней для увеличения пропускной способности проложен третий путь. Максимальная скорость участка возросла до 220 км/ч. Время в пути между Танжером и Касабланкой сократилось более чем вдвое: с 4 часов 45 минут до 2 часов 10 минут. В 2020 году предполагается продлить ВСМ до Касабланки для сокращения времени в пути из Танжера до 1 часа 30 минут. Стоимость ВСМ в Марокко составила около 2,12 млрд евро.
Существуют планы по созданию других высокоскоростных железнодорожных магистралей в Марокко протяжённостью 1500 км: от Касабланки до Марракеша и Агадира на юге страны, и из Касабланки на Атлантическом побережье на города Уджда на алжирской границе.
Строительство высокоскоростных линий может быть закончено в 2030 году, стоимость строительства оценивается в 3,37 млрд долларов.

## Железнодорожные связи со смежными странами
- Алжир — нет, одинаковая ширина колеи 1435 мм.
- Западная Сахара (см. Сахарская Арабская Демократическая Республика) — нет, одинаковая ширина колеи 1435 мм.
- Сеута — нет железных дорог.
- Мелилья — нет железных дорог.